# Obaidulla Karimi
Obaidulla Karimi (* 21. Dezember 1979 in Kabul) ist ein ehemaliger afghanischer Fußballspieler.

## Vereinskarriere
Karimi kam 1990 nach Hamburg und spielte in der D-Jugend bei SC Hamm 02 im gleichnamigen Stadtteil der Hansestadt. Nachdem er in der Jugendmannschaft des Hamburger SV gespielt hatte, kam er 2001 zum Oberligisten SC Vorwärts-Wacker 04. Ein Angebot des 1. FC Köln konnte er aufgrund mehrfacher Mittelfußbrüche nicht wahrnehmen.
Zwischen 2002 und Dezember 2008 spielte er bei Altona 93, SV Lurup, Eintracht Norderstedt und SC Concordia Hamburg, ehe er im Januar 2009 bei Hamm United unterschrieb. Nach zweieinhalb Jahren verließ er den Verein und spielte die Saison 2011/12 beim HSV Barmbek-Uhlenhorst.

## Länderspielkarriere
Mittelfeldspieler Karimi spielte seit 2003 in 13 Begegnungen für die afghanische Fußballnationalmannschaft und erzielte dabei am 26. Oktober 2007 im Spiel gegen Syrien das erste Tor der WM-Qualifikation 2010 für sein Land.